# Thamnaconus paschalis
Thamnaconus paschalis es una especie de peces de la familia Monacanthidae en el orden de los Tetraodontiformes.

## Hábitat
Es un pez de mar y de clima tropical y demersal.

## Distribución geográfica
Se encuentra en Chile.

## Observaciones
Es inofensivo para los humanos.